# Ган Хаглунд
Карін Ганвор Сьоблом Хаглунд (нар. 2 березня 1932 — пом. 19 серпня 2011), більш відома під іменем Ган Хаглунд (Gun Hägglund) — ведуча та перекладачка шведського телебачення. Хаглунд стала першою жінкою на телебаченні в Швеції, що вела під час шведських національних вечірніх новин шоу Aktuellt в 1958 році
Іноді її називають першою в світі жінкою, телевізійною читачкою новини, але це твердження є неточним, оскільки у британській ITN Midday News новини читала ведуча Барбара Манделл ще в 1955 році, а регіональний інформаційний випуск BBC вела Армін Сандфорд у 1957 році.

## Життєпис
Ган Хаглунд розпочала свою кар'єру на Шведському радіо в 1955 році, де працювала у закордонному відділі новин секретаркою і дикторкою програми. Вона перейшла на Шведське телебачення в 1958 році, аби стати першою ведучою-жінкою новин у Швеції в національному новинному шоу Aktuellt. Крім того, Хаглунд була перекладачкою іноземних кінофільмів і телесеріалів. В інтерв'ю 1966 року Хаглунд описує досить складний процес перекладу текстових версій діалогу у фільмах та телевізійних програмах у короткі субтитри тексту в нижній частині екрана.
Для широкої громадськості Хаглунд, мабуть, найбільш відома своєю участю у розважальних програмах та щоденних шоу шведського телебачення, таких як Halvsju (Half Past Six O'Clock), Razzel, Träna med TV (Тренування на телебаченні) та Café Sundsvall .

## Родина
Ган Хеглунд була одружена з редактором новин Карлом-Акселем Сьомблом (відомим як KAS), з яким вона спільно вела Хальвсю - один з найпопулярніших телевізійних шоу у шведській історії. Вони були одружені до його смерті в 1982 році.
Протягом 30 років, аж до 1997 року, Ган Хаглунд була тісно пов'язана з Svenska Cykelfrämjandet (Національною асоціацією сприяння велосипедному руху), спочатку на посаді генерального секретаря, а згодом виконавчого голови. У цій якості вона опублікувала низку книг про велоспорт.
У 1986 році Хаглунд переїхала зі столиці Швеції Стокгольма на балтійський острів Готланд.

## Смерть
Вона померла у Вісбю після короткої хвороби у 2011 році.